# Halicyclops souzacruzae
Halicyclops souzacruzae – gatunek widłonoga z rodziny Halicyclopidae. Opisał go w 1981 roku w swojej pracy doktorskiej brazylijski zoolog Carlos Eduardo Falavigna da Rocha z Universidade de São Paulo. Miejsce typowe to rzeka Pomonga w stanie Sergipe na wschodnim wybrzeżu Brazylii.